# Hydrema

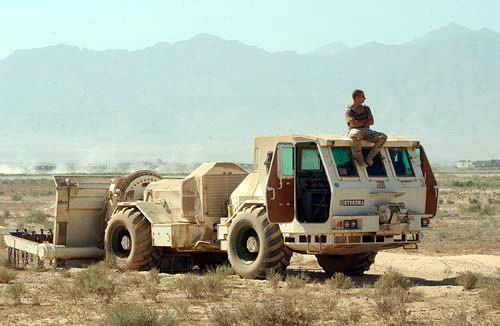
Mijnenveger van Hydrema

Hydrema is een Deense fabrikant van bouwmachines, met eveneens een productielocatie in Duitsland.
Naast bouwmachines is Hydrema producent van mijnenvegers en andere militaire voertuigen.
Momenteel produceert Hydrema 3 soorten bouwmachines: 
- dumpers (10 + 20 ton)
- bandenkranen (15,5 - 19,5 ton)
- graaflaadcombinaties